# Janet O'Sullivan
Janet O'Sullivan és una defensora del dret a l'avortament a Irlanda. És una exportaveu de l'Abortion Rights Campaign. Publica sota les dues versions del seu nom, tant en irlandès com en anglès: 
Janet Ní Shuilleabháin i Janet O'Sullivan. El 2016, la BBC la va incloure a la llista de les 100 dones per a dones inspiradores i influents del 2016.

## Campanya
O'Sullivan ha estat partidària del dret a l'avortament des del principi dels anys 90, quan el Cas X va ser notícia, i ella mateixa va avortar uns anys més tard.
Com a portaveu de la Campanya pels Drets de l'Avortament, ha escrit sovint a diaris nacionals i ha aparegut a la ràdio i la televisió per parlar sobre el debat sobre l'avortament a Irlanda. O'Sullivan també és una activista de la visibilitat bisexual que ha lluitat per la igualtat en el matrimoni.

## Referèndum sobre la Vuitena Esmena
O'Sullivan estava a favor de derogar la Vuitena Esmena i treballa cap a l'objectiu de derogar l'esmena i introduir legislació tant a Irlanda com a Irlanda del Nord que asseguri que les dones tinguin el dret de triar.
El 3 d'abril de 2018, es va registrar com a tercera part amb SIPO, l'òrgan de control ètic del govern irlandès. Va ser la única persona individual que es va registrar com a tercera part.